# شهرستان اوستروه
شهرستان اوستروه (به لاتین: Ostroh Raion) یک شهرستان در اوکراین است که در استان ریونه واقع شده‌است. شهرستان اوستروه ۶۹۳ کیلومتر مربع مساحت و ۲۸٬۵۵۵ نفر جمعیت دارد.